# François-Hubert Drouais

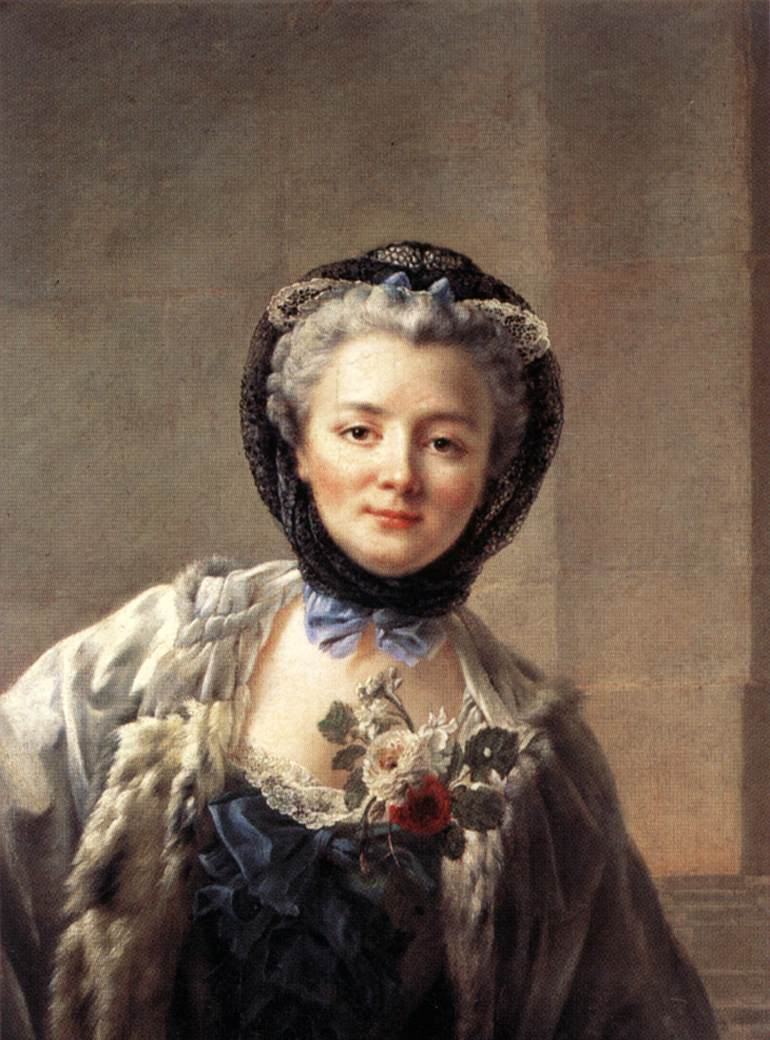
Madame Drouais (cirka 1758). Louvren, Paris

François-Hubert Drouais, född 14 december 1727 i Paris, död 21 oktober 1775 i Paris, var en fransk porträttmålare. Han var son till Hubert Drouais.
Drouais studerade för Charles André van Loo, Charles-Joseph Natoire och François Boucher och kom redan efter sin debut på salongen 1755 att räknas bland de främsta franska porträttörerna. I synnerhet väckte hans barnporträtt stor uppskattning; bland andra Denis Diderot var en av hans stora beundrare. Han blev senare nästan helt tagen i anspråk av beställningar för den franska kungafamiljen. Flera av hans arbeten finns i betydande privatsamlingar, särskilt hos den franska grenen av släkten Rothschild.
Drouais porträtterade i en intagande, om än något artificiell rokokostil. Han favoriserades av bland andra Madame de Pompadour. Drouais kompositioner gestaltas av en förfinad elegans samt en viss idealisering av modellen.
Han kom med tiden att bli en rival till Jean-Marc Nattier som porträttmålare.